# Simon Levitte
Pour les articles homonymes, voir Levitte.
Simon Levitte, né le 16 novembre 1912 à Ekaterinoslav dans l'Empire russe, et mort en avril 1968 à Sainte-Geneviève-des-Bois,,, est un éducateur juif français, d'origine russe, résistant et dirigeant sioniste. Il est l'oncle de Jean-David Levitte et le frère de Georges Lévitte.

## Éléments biographiques
Simon Levitte est né le 16 novembre 1912 à Ekaterinoslav dans l'Empire russe (aujourd'hui Dnipro en Ukraine). Il est le fils de David Levitte né le 1er juillet 1879 dans la même ville et de Ida Levitte (née Yassine) née le 3 mars 1884  à Alexandrov (Alexandrow) en Russie. Sa famille émigre à Wiesbaden en 1922, avant de s'installer à Metz (Moselle).
Il participe au mouvement des Éclaireurs israélites de France (EIF, devenus par la suite EEIF), et devient un commissaire régional où il rencontre la une cheftaine qu'il épouse, Denise Klotz. Ils émigrent en Palestine mandataire puis ils reviennent en France, lui au titre de délégué de la Palestine mandataire ouvrière pour organiser l'émigration de jeunes. Denise devient la secrétaire du directeur du KKL en France.
En 1940, il dirige le transfert du siège des EIF de Paris vers la maison d’enfants des EIF à Moissac (Tarn-et-Garonne). Devenu le responsable des EIF pour toute la zone non occupée, il organise dans la maison de Moissac un centre de documentation juive — qui sera ensuite transféré à Grenoble — avec la contribution de jeunes, dont Marianne Cohn. En 1942, à Moissac, Simon Levitte rédige le supplément "Palestinographie" pour les cadres EIF, comprenant l'histoire et la philosophie du sionisme.
En mai 1942, le Mouvement de la jeunesse sioniste (MJS) est créé par Simon Levitte et Dika Jefroykin,. Simon Levitte et le MJS participent à la Résistance. Il organise à Moissac un stage de formation des cadres, pour assurer la protection des Juifs. Il crée un service de faux-papiers, qu'il confie à Toto Giniewski, qui le dirigera à Grenoble (Isère).
Il crée à Grenoble une bibliothèque juive clandestine. Marianne Cohn travaille avec le Centre de Documentation de Simon Levitte, dont elle devient la secrétaire, après l'avoir suivi depuis Moissac et prend part à la Résistance,,,.
En 1942, il devient agent de liaison entre les Zones Nord et Sud. Il est responsable du passage de résistants aux frontières belge et néerlandaise. Ses parents, David Levitte (64 ans) et        Ida Levitte (59 ans), et son frère Édouard Levitte (15 ans) (né à Metz le 27 avril 1927) sont arrêtés et déportés à Auschwitz par le Convoi no 47 du 11 février 1943, de Drancy vers Auschwitz. Leur dernière adresse est au: 10 rue Jacques-Mawas dans le 15e arrondissement de Paris. En mission à Nice, il est arrêté en novembre 1943 par la Gestapo. Il est torturé mais ne parle pas. Il réussit à s'évader et reprend immédiatement ses activités.
En décembre 1943, il participe au nouveau Comité d'action des jeunesses juives (CADJJ), où se retrouvent les groupes résistants de jeunes juifs: le MJS, les EIF, les jeunes du Bund, Yechouroun et les jeunes communistes de l'UJRE. Georges Schnek devient le directeur du CADJJ. En janvier 1944, le Comité d'Union et de Défense des Juifs est formé à Paris. Simon Levitte y représente le Sud de la France. Vers la fin juillet 1944. Simon Levitte demande à Tony Gryn d'organiser le passage de centaines d'enfants vers la Suisse. Simon Levitte est chef du bataillon du MJS à Grenoble et dirige le service d'« éducation physique » (nom de code du service des faux documents et opérations de sauvetage).
Envoyé à Paris, il s'occupe du service des faux papiers et du renseignement du corps franc. Il participe aux combats pour la Libération de Paris au poste de commandement de Grenelle.
En 1949, Simon Levitte crée des maisons pour préparer des jeunes Juifs français à l'alya.
La maladie de son épouse Denise conduit le couple à un double suicide en 1968.

## Œuvres
- Simon Levitte. Le Sionisme : quelques pages de son histoire[22]. Paris, Éditions des Cahiers juifs[23], 1936.

## Honneurs
- Médaille de la Résistance française par décret du 20 novembre 1946[24]. La même décoration a été attribuée à son épouse Denise par décret du 3 août 1946[25].